# Franciaország az 1928. évi téli olimpiai játékokon
Franciaország a svájci St. Moritzban megrendezett 1928. évi téli olimpiai játékok egyik részt vevő nemzete volt. Az országot az olimpián 8 sportágban 38 sportoló képviselte, akik összesen 1 érmet szereztek.

## Érmesek
| Érem  | Versenyző                 | Sportág     | Versenyszám |
| ----- | ------------------------- | ----------- | ----------- |
| Arany | Andrée Joly Pierre Brunet | Műkorcsolya | Páros       |

## Bob
| Versenyző                                                                                                | 1. futam | 1. futam | 2. futam | 2. futam | Összesítés | Összesítés |
| Versenyző                                                                                                | Idő      | Hely.    | Idő      | Hely.    | Idő        | Helyezés   |
| --- | -------- | -------- | -------- | -------- | ---------- | ---------- |
| Jean de Suarez d’Aulan Michel Baur Roger Petit-Didier Jacques Petit-Didier William Beamisch              | 1:43,7   | 12.      | 1:46,3   | 17.      | 3:30,0     | 14.        |
| André Dubonnet Bernard du Pontavice de Heussey Joseph Dedein Stéphane de la Roucefoucault Jacques Rheins | 1:45,7   | 19.      | 1:44,5   | 10.*     | 3:30,2     | 15.        |

* - egy másik csapattal azonos eredményt ért el

## Északi összetett
| Versenyző     | Sífutás       | Sífutás       | Sífutás       | Síugrás  | Síugrás  | Síugrás | Síugrás | Összesítés | Összesítés |
| Versenyző     | Sífutás       | Sífutás       | Sífutás       | 1. ugrás | 2. ugrás | Össz.   | Össz.   | Összesítés | Összesítés |
| Versenyző     | Idő           | Pont          | Hely.         | Távolság | Távolság | Pont    | Hely.   | Pont       | Helyezés   |
| ------------- | ------------- | ------------- | ------------- | -------- | -------- | ------- | ------- | ---------- | ---------- |
| Kléber Balmat | 2:16:40       | 0,250         | 29.           | 47,0     | 55,5~    | 8,333   | 27.     | 4,291      | 28.        |
| Marcel Beraud | nem ért célba | nem ért célba | nem ért célba | kiesett  | kiesett  | kiesett | kiesett | kiesett    | kiesett    |
| Martial Payot | 2:09:42       | 3,750         | 26.           | 38,0     | 46,5     | 12,042  | 22.     | 7,896      | 23.        |

~ - az ugrás során elesett

## Gyorskorcsolya
| Versenyző     | Versenyszám | Eredmény | Helyezés |
| ------------- | ----------- | -------- | -------- |
| Léon Quaglia  | 500 m       | 49,5     | 26.      |
| Léon Quaglia  | 5000 m      | 9:33,3   | 18.      |
| Charles Thaon | 500 m       | 50,1     | 28.*     |
| Charles Thaon | 1500 m      | 2:44,2   | 26.      |
| Charles Thaon | 5000 m      | 10:18,8  | 30.      |

* - egy másik versenyzővel azonos eredményt ért el

## Jégkorong
| Francia férfi jégkorongcsapat-játékoskeret                                                                  | Francia férfi jégkorongcsapat-játékoskeret                                                        |
| --- | ------------------------------------------------------------------------------------------------- |
| - André Charlet - Raoul Couvert - Alfred de Rauch - Albert Hassler - Jacques Lacarrière - Philippe Lefébure | - François Mautin - Charles Payot - Philippe Payot - Léon Quaglia - Robert George - Gérard Simond |

### Eredmények
Csoportkör
A csoport
| Csapat         | M | Gy | D | V | G+ | G– | Gk | P |
| -------------- | - | -- | - | - | -- | -- | -- | - |
| Nagy-Britannia | 3 | 2  | 0 | 1 | 10 | 6  | +4 | 4 |
| Belgium        | 3 | 2  | 0 | 1 | 6  | 4  | +2 | 4 |
| Franciaország  | 3 | 2  | 0 | 1 | 6  | 5  | +1 | 4 |
| Magyarország   | 3 | 0  | 0 | 3 | 5  | 12 | –7 | 0 |

| 1928. február 11. | Franciaország (FRA) | 2 – 0 (0–0, 2–0, 0–0) | Magyarország | St. Moritz |

|  |  |  |  |  |
|  |  |  |  |  |
|  |  |  |  |  |
|  |  |  |  |  |

| 1928. február 12. | Franciaország (FRA) | 3 – 2 (0–1, 3–1, 0–0) | Nagy-Britannia | St. Moritz |

|  |  |  |  |  |
|  |  |  |  |  |
|  |  |  |  |  |
|  |  |  |  |  |

| 1928. február 13. | Belgium (BEL) | 3 – 1 (2–0, 0–0, 1–1) | Franciaország | St. Moritz |

|  |  |  |  |  |
|  |  |  |  |  |
|  |  |  |  |  |
|  |  |  |  |  |

| Csapat        | Helyezés |
| ------------- | -------- |
| Franciaország | 4.       |

## Műkorcsolya
| Versenyző                 | Versenyszám  | Kötelező elemek   | Kötelező elemek | Kűr               | Kűr   | Összesítés                     | Összesítés                     | Összesítés                     | Összesítés                     | Összesítés                     | Összesítés                     | Összesítés                     | Összesítés                     | Összesítés                     | Összesítés        | Összesítés  | Összesítés | Összesítés |
| Versenyző                 | Versenyszám  | Kötelező elemek   | Kötelező elemek | Kűr               | Kűr   | Helyezési pontszámok bírónként | Helyezési pontszámok bírónként | Helyezési pontszámok bírónként | Helyezési pontszámok bírónként | Helyezési pontszámok bírónként | Helyezési pontszámok bírónként | Helyezési pontszámok bírónként | Helyezési pontszámok bírónként | Helyezési pontszámok bírónként | Több. hely. száma | Hely. össz. | Pont       | Helyezés   |
| Versenyző                 | Versenyszám  | Több. hely. száma | Hely.           | Több. hely. száma | Hely. | 1                              | 2                              | 3                              | 4                              | 5                              | 6                              | 7                              | 8                              | 9                              | Több. hely. száma | Hely. össz. | Pont       | Helyezés   |
| ------------------------- | ------------ | ----------------- | --------------- | ----------------- | ----- | ------------------------------ | ------------------------------ | ------------------------------ | ------------------------------ | ------------------------------ | ------------------------------ | ------------------------------ | ------------------------------ | ------------------------------ | ----------------- | ----------- | ---------- | ---------- |
| Pierre Brunet             | Férfi egyéni | 4×7+              | 7.              | 6×8+              | 7.    | 10,0                           | 7,0                            | 5,0                            | 9,0                            | 7,0                            | 8,0                            | 4,0                            |                                |                                | 4×7+              | 50,0        | 2392,75    | 7.         |
| Andrée Joly               | Női egyéni   | 5×17+             | 17.             | 4×4+              | 3.    | 15,0                           | 8,0                            | 14,0                           | 11,0                           | 13,0                           | 15,0                           | 10,0                           |                                |                                | 4×13+             | 86,0        | 1910,00    | 11.        |
| Anita de St. Quentin      | Női egyéni   | 7×20+             | 20.             | 7×20+             | 20.   | 20,0                           | 20,0                           | 20,0                           | 20,0                           | 20,0                           | 20,0                           | 20,0                           |                                |                                | 7×20+             | 140,0       | 1114,25    | 20.        |
| Andrée Joly Pierre Brunet | Páros        |                   |                 |                   |       | 4,0                            | 1,0                            | 1,0                            | 1,0                            | 2,0                            | 1,0                            | 2,0                            | 1,0                            | 1,0                            | 6×1+              | 14,0        | 100,50     |            |

## Sífutás
| Versenyző             | Versenyszám | Eredmény      | Helyezés      |
| --------------------- | ----------- | ------------- | ------------- |
| Maurice Mandrillon    | 18 km       | 2:04:39       | 33.           |
| Martial Payot         | 18 km       | 2:09:42       | 36.           |
| Paul Simond           | 18 km       | 2:03:54       | 30.           |
| François Vallier      | 18 km       | 2:03:27       | 28.           |
| Jean Camille Tournier | 50 km       | nem ért célba | nem ért célba |
| Camille Médy          | 50 km       | nem ért célba | nem ért célba |
| Henri Milan           | 50 km       | nem ért célba | nem ért célba |
| Évariste Prat         | 50 km       | nem ért célba | nem ért célba |

## Síugrás
| Versenyző       | 1. ugrás | 2. ugrás | Összesítés | Összesítés |
| Versenyző       | Távolság | Távolság | Pont       | Helyezés   |
| --------------- | -------- | -------- | ---------- | ---------- |
| Kléber Balmat   | 47,0     | 54,0     | 13,833     | 24.        |
| Joseph Maffioli | 35,0     | 40,0     | 8,125      | 35.        |
| Martial Payot   | 40,5     | 47,0     | 12,678     | 26.        |

## Szkeleton
| Versenyző       | 1. futam      | 1. futam      | 2. futam | 2. futam | 3. futam | 3. futam | Összesítés | Összesítés |
| Versenyző       | Idő           | Hely.         | Idő      | Hely.    | Idő      | Hely.    | Idő        | Helyezés   |
| --------------- | ------------- | ------------- | -------- | -------- | -------- | -------- | ---------- | ---------- |
| Pierre Dormeuil | nem ért célba | nem ért célba | kiesett  | kiesett  | kiesett  | kiesett  | kiesett    | kiesett    |